# Geordie (banda)
Geordie (jor-dee) es una banda de hard rock británico formada en Newcastle, Reino Unido en 1972.

## Historia
A inicios de los años 1970, Brian Johnson era el cantante de una banda de Newcastle (Inglaterra) cuyo nombre inicial fue U.S.A, pero que rápidamente pasó a denominarse Geordie.
Geordie era una banda con un estilo similar a AC/DC. Era una banda que se puede considerar dedicada a satisfacer los gustos musicales de la clase obrera, sin ningún tipo de alardes escenográficos y de vestuario.
Durante el inicio de la década de 1970, Geordie realizó un concierto con la banda Fraternity cuyo vocalista era Bon Scott. Bon, más tarde comentaría que el cantante de Geordie era uno de los mejores que nunca había escuchado.
El grupo grabó varios trabajos entre los que podemos destacar "Hope You Like It" (1973), "Don't Be Fooled by the Name" (1974) y "Save the World" (1976).
La banda fue relativamente popular en Europa durante este periodo, pero este fugaz éxito pronto finalizó. Geordie se disolvió tras el LP "No Good Woman", de 1978, del cual Johnson participó parcialmente, poniendo su voz a unas pocas canciones
Regrabaron una versión de "La Casa del Sol Naciente" (The House of Rising Sun) original de The Animals, y en México el grupo era presentado como "Estrella Universal", muy en especial por el locutor Sr. Adolfo Fernández Zepeda

## Luego de 1980
Después de que el vocalista de AC/DC Bon Scott falleciera en febrero de 1980, Brian Johnson fue elegido para ser su reemplazante (su talento había sido elogiado por Scott) y apareció por primera vez con AC/DC en el álbum Back in Black.
En 1982, la formación original de Geordie, pero sin Johnson, se reagrupó como un quinteto y grabó un álbum titulado "No Sweat", editado en 1983, con Rob Turnbull como nuevo cantante y David Stephenson como guitarrista.
El álbum fue lanzado por el sello independiente especializado en NWOBHM Neat Records, pero no tuvo gran éxito, y en 1986 los miembros de Geordie hicieron un receso indefinido.
A finales de 2001, durante un receso de AC/DC, Brian Johnson tuvo una reunión con los miembros de Geordie para realizar una breve gira por el Reino Unido, bajo el nombre de Geordie II, dando conciertos en pequeños clubes británicos.

## Discografía

### Álbumes de estudio
- 1973: "Hope You Like It" (EMI Records, Red Bus)
- 1974: "Don't Be Fooled by the Name" (EMI Records, Red Bus)
- 1976: "Save the World" (EMI Records, Red Bus)
- 1978: "No Good Woman" (EMI Records, Landmark, Red Bus)
- 1983: "No Sweat" (Neat Records, Castle Records)

### Álbumes recopilatorios
- Geordie - Masters of Rock (1974) (EMI)
- Geordie Featuring Brian Johnson (1981) (Red Bus)
- Strange Man (1982) (Red Bus)
- Keep on Rocking (1989) (Anchor)
- Rocking with the Boys (1992) (Raven)
- A Band From Geordieland (1996) (Repertoire)
- The Very Best of Geordie (1997) (Arcade)
- The Best of Geordie (1998) (Platinum)
- Can You Do It? (1999) (Delta)
- The Singles Collection (2001) (7T's records)
- Can You Do It (2003) (Pickwick - Holanda)
- Unreleased Tapes (2005) (OVC Media - Rusia)
- The Very Best of Geordie: The Originals (2009)

### Singles conEMI
- "Don't Do That"[2] b/w "Francis Was a Rocker" (EMI, septiembre de 1972) - UK Singles Chart #32
- "All Because of You" b/w "Ain't It Just Like a Woman" (EMI, febrero de 1973) - UK #6
- "Can You Do It" b/w "Red Eyed Lady" (EMI, junio de 1973) - UK #13
- "Electric Lady" b/w "Geordie Stomp" (EMI, agosto de 1973) - UK #32
- "Black Cat Woman" b/w "Geordie's Lost His Liggie" (EMI, noviembre de 1973)
- "She's a Teaser" b/w "We're All Right Now" (EMI, agosto de 1974)
- "Ride on Baby" b/w "Got to Know" (EMI, octubre de 1974)
- "Goodbye Love" b/w "She's a Lady" (EMI, 1975)

## Miembros a lo largo del tiempo
1972-1977
- Brian Johnson - (voz)
- Vic Malcolm - (guitarra, voz) 1972-1975
- Tom Hill - (bajo)
- Brian Gibson - (batería)

1978
- Dave Ditchburn - (voz)
- Vic Malcolm - (guitarra)
- Alan Clark - (teclado)
- Frank Gibbon - (bajo)
- George Defty - (batería)

Formación de "Geordie II" 1978–1980, 2001
- Brian Johnson - (voz)
- Derek Rootham - (guitarra)
- Dave Robson - (bajo)
- Dave Withaker - (batería)

1982-1985
- Rob Turnbull - (voz)
- Vic Malcolm - (guitarra)
- David Stephenson - (guitarra)
- Tom Hill - (bajo)
- Brian Gibson - (batería)